# Пам'ятка архітектури національного значення України
Па́м'ятка архітекту́ри націона́льного зна́чення — охоронний статус, що надається за рішенням Кабінету Міністрів України пам'яткам архітектури на території України із включенням до Державного реєстру нерухомих пам'яток України.
Порядок визначення категорій пам'яток для занесення об'єктів культурної спадщини до Державного реєстру нерухомих пам'яток України затверджений Постановою Кабінету Міністрів України від 27 грудня 2001 р. № 1760 відповідно до Закону України «Про охорону культурної спадщини».
Разом з цим відбувається присвоєння статусу «Пам'ятка культурної спадщини України» і охоронного номера у вищеозначеному реєстрі.

## Приклади
- Онуфріївська вежа (Києво-Печерська лавра)
- Львівська ратуша
- Замок Любарта
- Замок «Паланок»
- Свято-Покровський храм села Ромашки